# Lista de municípios portugueses raianos

## Minho(Norte)
- Caminha
- Vila Nova de Cerveira
- Valença
- Monção
- Melgaço
- Arcos de Valdevez
- Ponte da Barca
- Terras de Bouro

## Trás-os-Montes e Alto Douro(Norte)
- Montalegre
- Chaves
- Vinhais
- Bragança
- Vimioso
- Miranda do Douro
- Mogadouro
- Freixo de Espada à Cinta

## Beira Alta(NorteeBeiras)
- Figueira de Castelo Rodrigo
- Almeida
- Sabugal

## Beira Baixa(Beiras)
- Penamacor
- Idanha-a-Nova
- Castelo Branco
- Vila Velha de Ródão

## Alto Alentejo(Alentejo)
- Nisa
- Castelo de Vide
- Marvão
- Portalegre
- Arronches
- Campo Maior
- Elvas
- Olivença
- Alandroal[1]
- Mourão

## Baixo Alentejo(Alentejo)
- Barrancos
- Moura
- Serpa
- Mértola

## Algarve(Algarve)
- Alcoutim
- Castro Marim
- Vila Real de Santo António